# Spireitlina
Spireitlina es un género de foraminífero bentónico de la familia Spireitlinidae, de la superfamilia Endoteboidea, del suborden Endothyrina, del orden Endothyrida, de la subclase Fusulinana y de la clase Fusulinata. Su especie tipo es Spiroplectammina conspecta.  Su rango cronoestratigráfico abarca desde el Serpujoviense (Carbonífero inferior) hasta el Cisuraliense (Pérmico inferior).

## Discusión
Clasificaciones previas habrían incluido Spireitlina en la superfamilia Endothyroidea, del suborden Fusulinina y del orden Fusulinida.

## Clasificación
Spireitlina incluye a la siguiente especie:
- Spireitlina conspecta †
- Spireitlina tokmovensis †